# Замок Ґодрич
51°52′36″ пн. ш. 2°36′57″ зх. д. / 51.8767° пн. ш. 2.6157° зх. д.
Замок Ґодрич — замок у Великій Британії. Він розташований у графстві Герфордшир, що входить до складу Англії, у південній частині країни, 180 км на захід від столиці Лондона. Замок Ґодрич збудований на кручі, на висоті 70 метрів над рівнем моря.
Місцевість навколо замку Ґодрич горбиста на півдні, але рівнинна на півночі. Територія навколо замку Ґодрич досить густонаселена, зі 129 мешканцями на квадратний кілометр. Найближча велика громада — Росс-он-Вай, 5,6 км на північний схід від замку Ґодрич. Територія навколо замку Ґодрич безліса, переважно з лучною рослинністю.

## Історія
Вважається, що первинний, дерев'яний замок був зведений Ґодриком з Мапстона, ймовірно, наприкінці 1080-х років, коли він спочатку був відомий як Castellum Godrici, або «замок Ґодрика», що дало назву селу Ґодрич. Сам Ґодрик був англосаксонського походження, він згаданий у Книзі Страшного суду, своєрідному переписі населення і власності земель, покликаних нормалізувати Нормандське завоювання Англії.
Пізніше у 12—13 ст. на місці дерев'яного укріплення з земляними валами була збудована спершу кам'яна вежа, а потім невелика фортеця.
Замок Ґодрич був ареною драматичних подій у 1640-х роках, у час англійської громадянської війни, і був частково зруйнований гарматним вогнем у 1646 році.
Його мальовничі руїни на горбі вважались «ідеальним елементом краєвиду» і стали натхненням для зародження мистецького стилю «пікчуреск».